# Romain Philippoteaux
Pour les articles homonymes, voir Philippoteaux.
Romain Philippoteaux est un footballeur français, né le 2 mars 1988 à Apt (Vaucluse). Il évoluait comme milieu offensif.

## Biographie

### Jeunesse
Romain Philippoteaux nait le 2 mars 1988 à Apt (Vaucluse). Il fait ses premiers pas en jeunes à Apt-Bonnieux, puis à 13 ans (2001) il rejoint la MJC Avignon où un certain Laurent Paganelli était son coach. De 15 à 17 ans (2003-2005), il fait ses débuts en Ligue (championnat régional) avec Le Pontet.
Grâce à ses performances au rayonnement régional avec Le Pontet, Romain Philippoteaux est très vite repéré. Les centres de formation de Nice, Auxerre et Nantes sont sur le coup mais son petit gabarit (1,70 m, 67 kg) lui a joué des tours. Il se retrouve recalé des centres de formation, son mètre soixante-dix étant jugé rédhibitoire. Mais tous s'accordent à dire que c'est un joueur vif, rapide et technique avec du potentiel.

### Parcours amateur (2005-2013)
Romain Philippoteaux, après un bref passage au SC Courthézon, fait ses débuts à 18 ans à l'ES Apt en 2006 dans son club de naissance au niveau départemental dans le district Rhône-Durance. Les pelouses bosselées du Vaucluse et le bas niveau sont le quotidien du jeune joueur, encore totalement inconnu hors des frontières du département.
L'année suivante, il quitte l'ES Apt pour l'Espérance Pernoise. Il s'y impose rapidement en tant que titulaire et joue en Division d'Honneur Régionale. Le club connait la montée en Division d'Honneur (6e division). Lors de cette période, Romain Philippoteaux enchaîne les emplois de magasinier à Apt chez un grossiste et plusieurs centres commerciaux. 
Mais c'est à quelques kilomètres de Pernes-les-Fontaines que les performances du jeune vauclusien vont taper dans l’œil des dirigeants pontétiens. Ou plutôt dans celui de Pierre Bernard, alors coach de la CFA à l'US Le Pontet. C'est alors que tout va s’accélérer pour lui. Il ne lui a fallu qu'une demi-saison (2012-2013) pour se faire remarquer en inscrivant 7 buts en 12 matchs en championnat. Le Dijon FCO va notamment s'inscrire sur la liste des intéressés.

### Révélation au Dijon FCO puis signature en Ligue 1 au FC Lorient  (2013-2017)
Détecté par Sébastien Larcier, il effectue un essai de 4 jours à Dijon malgré les manifestations d’intérêt d’autres clubs. Et c'est sous le maillot rouge du Dijon FCO que Romain Philippoteaux signe le 1er janvier 2013. Il effectue, par ailleurs, ses grands débuts professionnels en Ligue 2. Après une première demi-saison avec son nouveau club, son bilan est mitigé : 18 matchs et 2 buts. Mais les deux saisons qui suivent vont s'avérer être une véritable révélation. Son profil de dynamiteur, de par ses qualités de vivacité, de vitesse et d'adresse devant le but vont lui permettre d'inscrire 20 buts et de délivrer 7 passes décisives en 82 matchs à Dijon. Il révèle qu'il préfère jouer sur un côté ou jouer derrière l’attaquant. Il est nommé pour le trophée UNFP de meilleur joueur de Ligue 2 du mois d’octobre 2014.
Longtemps boudé par le monde professionnel, l’ancien magasinier a attendu son heure pour se révéler à plus de 25 ans. Il va passer de la DH (6e division) à la Ligue 1 en trois saisons et passe de l’anonymat aux pelouses de la 1re division . En effet, malgré les sollicitations assez fortes de Montpellier, Sylvain Ripoll réussit à convaincre Romain Philippoteaux grâce, entre autres, à la philosophie de jeu mise en place au club breton.
En février 2015, il rejoint le FC Lorient pour quatre ans et demi contre un chèque de 2,5 millions d'euros. Il inscrit son premier but en Ligue 1 le 24 avril 2015 face à l'Olympique de Marseille lors de la victoire 5-3 des bretons au Vélodrome, tout proche de sa ville natale. Il récidive au cours de la 36e journée, en doublant la mise face au FC Metz, match décisif en vue du maintien du club breton (victoire 0-4). Ses premiers mois au plus haut niveau national sont concluants, depuis son arrivée, il participe à chacune des rencontres jusqu'à la fin de championnat pour 15 apparitions (13 titularisations), 2 buts et 1 passe décisive.
Le FC Lorient termine la saison 2016-2017 à la 18ème place du Championnat de Ligue 1. Le 28 mai 2017, à la suite d'un match nul face à Troyes pour le compte des barrages Ligue 2 / Ligue 1, le FC Lorient est rétrogradé en Ligue 2, et ce, malgré la bonne performance de Romain Philippoteaux.

### Retour en Bourgogne (2017-2019)
Le 8 juillet 2017, il s'engage en faveur de l'AJ Auxerre, club de Ligue 2, pour une durée de deux ans.
Le 12 avril 2018, Romain Philippoteaux prolonge son contrat avec l'AJA jusqu'en 2022.

### Nîmes Olympique (2019-2020)
Le 28 juin 2019, Romain Philippoteaux signe au Nîmes Olympique.

### Retour en Bretagne puis en Bourgogne (2021-2022)
Le 22 septembre 2020, Romain Philippoteaux signe au Stade brestois 29. Le 5 septembre 2021, il se fait prêter au Dijon FCO, où il évoluait déjà de 2012 à 2015. 
Après l'ultime match de la saison contre Sochaux, il annonce devant les micros qu'il ne restera pas au DFCO, et qu'il retournera donc à Brest.

## Statistiques
| Saison                | Club                  | Championnat           | Championnat | Championnat | Championnat | Coupe nationale | Coupe nationale | Coupe nationale | Coupe de la Ligue | Coupe de la Ligue | Coupe de la Ligue | Total | Total | Total |
| Saison                | Club                  | Division              | M.          | B.          | P.d.        | M.              | B.              | P.d.            | M.                | B.                | P.d.              | M.    | B.    | P.d.  |
| 2012-2013             | Dijon FCO             | Ligue 2               | 18          | 2           | 3           | -               | -               | -               | -                 | -                 | -                 | 18    | 2     | 3     |
| 2013-2014             | Dijon FCO             | Ligue 2               | 33          | 7           | 6           | 4               | 2               | 0               | 1                 | 0                 | 0                 | 38    | 9     | 6     |
| 2014-2015             | Dijon FCO             | Ligue 2               | 21          | 7           | 5           | 4               | 2               | 0               | 1                 | 0                 | 0                 | 26    | 9     | 5     |
| Sous-total            | Sous-total            | Sous-total            | 72          | 16          | 14          | 8               | 4               | 0               | 2                 | 0                 | 0                 | 82    | 20    | 14    |
| 2014-2015             | FC Lorient            | Ligue 1               | 15          | 2           | 1           | -               | -               | -               | -                 | -                 | -                 | 15    | 2     | 1     |
| 2015-2016             | FC Lorient            | Ligue 1               | 31          | 0           | 2           | 5               | 2               | 0               | 3                 | 2                 | 0                 | 39    | 4     | 2     |
| 2016-2017             | FC Lorient            | Ligue 1               | 32          | 2           | 2           | 2               | 0               | 0               | -                 | -                 | -                 | 34    | 2     | 2     |
| Sous-total            | Sous-total            | Sous-total            | 78          | 4           | 5           | 7               | 2               | 0               | 3                 | 2                 | 0                 | 88    | 8     | 5     |
| 2017-2018             | AJ Auxerre            | Ligue 2               | 35          | 11          | 3           | 4               | 3               | 0               | 1                 | 0                 | 0                 | 40    | 14    | 3     |
| 2018-2019             | AJ Auxerre            | Ligue 2               | 38          | 4           | 4           | 1               | 0               | 0               | 3                 | 1                 | 0                 | 42    | 5     | 4     |
| Sous-total            | Sous-total            | Sous-total            | 73          | 15          | 7           | 5               | 3               | 0               | 4                 | 1                 | 0                 | 82    | 19    | 7     |
| 2019-2020             | Nîmes Olympique       | Ligue 1               | 27          | 5           | 2           | 1               | 0               | 0               | 1                 | 0                 | 0                 | 29    | 5     | 2     |
| 2020-2021             | Nîmes Olympique       | Ligue 1               | 3           | 1           | 1           | -               | -               | -               | -                 | -                 | -                 | 3     | 1     | 1     |
| Sous-total            | Sous-total            | Sous-total            | 30          | 6           | 3           | 1               | 0               | 0               | 1                 | 0                 | 0                 | 32    | 6     | 3     |
| 2020-2021             | Stade brestois 29     | Ligue 1               | 17          | 1           | 0           | 2               | 0               | 0               | -                 | -                 | -                 | 19    | 1     | 0     |
| 2021-2022             | Stade brestois 29     | Ligue 1               | 1           | 0           | 0           | 0               | 0               | 0               | -                 | -                 | -                 | 1     | 0     | 0     |
| Sous-total            | Sous-total            | Sous-total            | 18          | 1           | 0           | 2               | 0               | 0               | -                 | -                 | -                 | 20    | 1     | 0     |
| 2021-2022             | Dijon FCO (prêt)      | Ligue 2               | 23          | 4           | 2           | 1               | 0               | 0               | -                 | -                 | -                 | 24    | 4     | 2     |
| Sous-total            | Sous-total            | Sous-total            | 23          | 4           | 2           | 1               | 0               | 0               | -                 | -                 | -                 | 24    | 4     | 2     |
| Total sur la carrière | Total sur la carrière | Total sur la carrière | 294         | 46          | 31          | 24              | 10              | 0               | 9                 | 3                 | 0                 | 327   | 59    | 31    |

## Palmarès
- Équipe-type Ligue 2 2017-2018 lors des trophées UNFP du football 2018 ;
- Lauréat du Trophée du joueur du mois UNFP de Ligue 2 en janvier 2019[15].